# Індзай

35°49′56″ пн. ш. 140°8′45″ сх. д. / 35.83222° пн. ш. 140.14583° сх. д.
Індза́й (яп. 印西市, いんざいし, МФА: [ind͡zai̯ ɕi̥]) — місто в Японії, в префектурі Тіба.

## Короткі відомості
Розташоване в північній частині префектури, на півночі Сімоського плато. Виникло на основі портових поселень Кіоросі та Оморі на березі річки Тоне. Отримало статус міста в 1996 році. Основою економіки є сільське господарство, харчова промсиловість, комерція. Місто розвивається як нове планове поселення префектури. Станом на 1 жовтня 2008 площа міста становила 53,51 км². Станом на 1 січня 2009 населення міста становило 62 364 осіб.